# الا هال
الا هال (انگلیسی: Ella Hall؛ ۱۷ مارس ۱۸۹۶ – ۳ سپتامبر ۱۹۸۱) بازیگر اهل ایالات متحده آمریکا بود.

## گزیده فیلم‌شناسی
- به نام قانون (۱۹۲۲)
- سه مرد سوارکار (۱۹۱۸)